# Štěpán Vachoušek
Štěpán Vachoušek, né le 26 juillet 1979 à Duchcov en Tchécoslovaquie, est un footballeur international tchèque, qui évolue au poste de milieu de terrain.

## Biographie

### En club
Né à Duchcov en Tchécoslovaquie, Štěpán Vachoušek commence sa formation de jeune footballeur dans un petit club proche de chez lui, le Lokomotiva Bílina (1985-90) pour ensuite rejoindre le grand club régional, le FK Teplice (1998-2000) à quelques kilomètres. Il est prêté au FK Chmel Blšany pour s'aguerrir durant une saison entière. À son retour à Teplice, il s'impose rapidement comme l'un des leaders de l'équipe et Karel Brückner l'appelle en sélection A. Il rejoint à la fin de la saison 2001-2002 le Slavia Prague, second plus grand club du pays, et continue sa progression.
C'est ainsi qu'il débarque à l'été 2003 à l'Olympique de Marseille avec une étiquette de joueur très technique doté d'une vision de jeu hors pair. Il ne s'impose jamais vraiment, à cause d'un club au jeu trop rapide pour lui. De 2004 à 2008, il joue à l'Austria de Vienne où il devient indispensable, ayant grandement participé à la victoire finale en championnat, en 2006. Il revient ensuite deux saisons à Teplice avant d'être prêté au Sparta Prague.

### En sélection
En 2002, Štěpán Vachoušek remporte le championnat d'Europe des nations avec la Tchéquie des moins de 21 ans. Ils battent en finale l'équipe de France de Julien Sablé aux tirs au but. Le gardien tchèque n'était autre que le futur gardien des Blues de Chelsea, Petr Čech.
Vachoušek participe à l'Euro 2004 au Portugal, compétition dans laquelle la Tchéquie brille, n'étant éliminée que par les vainqueurs grecs en demi-finale. Il a le statut de remplaçant.
Ayant manqué la Coupe du monde 2006, il compte 23 sélections avec les A pour 2 buts entre 2002 et 2006.

## Palmarès
Il remporte la Coupe de République tchèque en 2002 avec le SK Slavia Prague et en 2009 avec le FK Teplice
Il est finaliste de la Coupe UEFA en 2004 avec l'Olympique de Marseille
Il remporte l'Euro espoirs avec l'équipe de République Tchèque espoirs en 2002

## Vie privée
Štěpán Vachoušek est le père de Tadeáš Vachoušek, également footballeur professionnel, qui est formé tout comme lui au FK Teplice.